# Hans M. Herzog
Hans-Martin Herzog (* 1954) ist ein deutscher Übersetzer, der zahlreiche Bücher aus dem Englischen ins Deutsche übertragen hat.

## Leben
Nach seinem Studium der Anglistik und der Biologie arbeitete Herzog seit 1978 als Übersetzer englischsprachiger Belletristik ins Deutsche. Er lebt in Berlin und war an mindestens 77 Publikationen beteiligt. Zu seinen Übersetzungen zählen unter anderem sechs Werke von Peter Ustinov, die von 1990 bis 1998 veröffentlicht wurden, sowie sieben Bücher des südafrikanisch-britischen Autors Tom Sharpe, die zwischen 1985 und 2005 erschienen. Herzogs Übersetzungen wurden im Diogenes Verlag, Rowohlt Verlag und Knaus Verlag veröffentlicht.

## Übersetzungen
- Russell Banks: Gangsta bone, München 1996
- Edward F. Benson: Lucia in London, Hamburg 1990
- Edward F. Benson: Mapp und Lucia, Hamburg 1992
- James Finney Boylan: Die Planeten, München [u. a.] 1993
- Adam Davies: Froschkönig, Zürich 2007
- Adam Davies: Goodbye Lemon, Zürich 2008
- Adam Davies: Dein oder mein, Zürich 2010
- Rick De Marinis: Das Jahr des Zinkpennys, München [u. a.] 1993
- Junot Díaz: Abtauchen, Frankfurt am Main 1997
- Robert Ferrigno: Herzjagen, München 2001
- Peter Gadol: Der lange Regen, München 1999
- Christina Godshalk: Kalimantaan, Frankfurt am Main 1999 (übersetzt zusammen mit Astrid Arz)
- Joey Goebel: Vincent, Zürich 2005
- Joey Goebel: Freaks, Zürich 2006
- Joey Goebel: Heartland, Zürich 2010
- Joey Goebel: Ich gegen Osborne, Zürich 2014
- Joey Goebel: Irgendwann wird es gut, Zürich 2020
- Stephen Horn: Im Namen der Macht, München 2004
- John Irving: In einer Person, Zürich 2012 (übersetzt zusammen mit Astrid Arz)
- John Irving: Letzte Nacht in Twisted River, Zürich 2010
- Bhupendra Jasani: SDI, Waffen im Weltraum, Reinbek 1986
- Neil Jordan: Verführung, München 1996
- Gavin Kramer: Shopping, München 2001
- Elmore Leonard: Schnappt Shorty!, München 1991
- Elmore Leonard: Alligator, München 1994
- Elmore Leonard: Jackie Brown, München 1998
- Nicholas Shakespeare: In dieser einen Nacht, Reinbek 2006
- Nicholas Shakespeare: In Tasmanien, Hamburg 2005
- Jason Starr: Ein wirklich netter Typ, Zürich 2002
- Marcus Stevens: Sturz aus der Welt, Berlin 2003
- Anna Stothard: Pink Hotel, Zürich 2012 (übersetzt zusammen mit Astrid Arz)
- Anna Stothard: Die Kunst, Schluss zu machen, Zürich 2015
- Peter Temple: Kalter August, München 2007
- Peter Temple: Shooting Star, München 2008
- Peter Temple: Die Schuld vergangener Tage, München 2010
- Peter Temple: Wahrheit, München 2011
- Peter Ustinov: Ich und Ich, Düsseldorf 1990
- Peter Ustinov: Der Intrigant, Düsseldorf 1990
- Peter Ustinov: Der Mann, der es leicht nahm, Düsseldorf 1993
- Peter Ustinov: Monsieur René, Köln 1998
- Peter Ustinov: Ustinovs geflügelte Worte, Düsseldorf 1995
- Timothy Watts: Knastbrüder, München 1994
- David Yallop: Unheilige Allianz, Köln 1999